# Hypomecis ratotaria
Hypomecis ratotaria là một loài bướm đêm trong họ Geometridae.